# Velvet Assassin
Velvet Assassin este un joc video de stealth, dezvoltat de Replay Studios și ML Enterprises pentru platformele Microsoft Windows și Xbox 360. A fost lansat în America de Nord pe 28 aprilie 2009, în Europa pe 8 mai 2009, în Australia pe 21 mai 2009, iar în Japonia pe 17 septembrie 2009. A fost lansat și pentru Mac OS X în 2013.
Jucătorii își asumă rolul lui Violette Summer, o spioană britanică, în timpul celui de-al doilea război mondial, care operează în spatele liniilor inamice, în încercarea de a zădărnici planurile naziștilor. Povestea jocului a fost inspirată dintr-un caz real, cel al sabotoarei Violette Szabo.

## Gameplay
La începutul jocului, Violette este observată de deasupra, ea fiind într-un pat de spital. Se văd seringi cu morfină împrăștiate, iar influxul creat de drogurile din organismul ei îi creează o serie de vise care îi permit să-și revadă misiunile din trecut. Jucătorii voi trebui să se ascundă în umbre pentru a nu fi văzuți. Fiind un joc de stealth, lumina joacă un rol important. HUD-ul le furnizează jucătorilor o siluetă a lui Violette, aceasta putând fi în trei stări. Culoarea violet înseamnă că ea este ascunsă în umbre și nu poate fi văzută de inamici, albul înseamnă că este expusă la lumină, dar încă nedetectată, iar roșul înseamnă că a fost văzută și inamicii o caută. Dacă Violette este văzută, ea va trebui ori să se lupte, ori să scape.
Jocul conține și un mod special numit "Morphine Mode." Când este activat, Violette este arătată în rochia de spital, iar picături de sânge apar pe ecran. Pentru un timp limitat, Violette va putea să execute orice inamic alertat sau să scape. Jocul conține și o funcție numită "Blend Stealth." Dacă Violette face rost de o uniformă SS, ea își poate schimba ținuta în anumite momente ale jocului. Atunci când Violette poartă uniforma SS, inamicii nu o vor identifica ca și amenințare decât dacă ea se apropie prea mult de ei sau face acțiuni suspicioase, precum țintirea cu arma.
Abilitatea de agent a lui Violette poate fi îmbunătățită prin găsirea de iteme împrăștiate prin lumea jocului. La fiecare 1.000 de XP (puncte de experiență), abilitățile pot fi îmbunătățite în trei moduri: Stealth, Morphine sau Strength. Jucătorul își poate îmbunătăți abilitățile bazându-se pe propriul stil de gameplay.

## Povestea
Născută în Dorset, Violette Summer (dublată de Melinda Y. Cohen) a crescut într-o familie fericită și a avut o copilărie activă. Înainte de începerea războiului, ea a lucrat într-un salon de frumusețe. După aceea, s-a mutat la Londra și s-a alăturat industriei de arme. Nu a durat mult până când a fost observată de serviciile secrete, ea fiind frumoasă, atletică și migăloasă. A fost recrutată de Secret Intelligence Service în zilele negre ale Marii Britanii. Violette a pierdut o mătușă în timpul unui atac purtat de Luftwaffe, precum și un soț, pilot al RAF, în luptă. Cu toate acestea, Violette a rămas puternică și a folosit aceste experiențe dureroase pentru a reuși ca și spion pentru Secret Intelligence Service.
Violette a îndeplinit cu succes câteva misiuni, dar a fost rănită grav de un lunetist în timp ce încerca să-l omoare pe Alfred Kamm, un ofițer nazist. Aflându-se în comă într-un spital din Franța, Violette își amintește de misiunile importante ale carierei sale. Aceste misiuni au inclus explozia unui depozit cu benzină de pe linia Maginot, asasinarea unui colonel într-o catedrală din Paris, furtul unor documente importante, Operațiunea Gomora din Hamburg și găsirea a trei agenți secreți în Varșovia. Umblând prin sistemul subteran al orașului, ea găsește un agent rănit serios, dar care nu vrea să înghită pastila de cianură (ea îl reduce la tăcere) și unul mort din cauza otrăvirii cu cianură. Una dintre misiuni îi cerea lui Violette să opereze prin Ghetoul Varșoviei, acolo unde evreii erau puși laolaltă și executați. Ea se infiltrează în închisoarea Pawiak, controlată de Gestapo, pentru a-i da pastila de cianură celui de-al treilea agent.
Prin intermediul amintirilor ei, există și scene din spital cu doi oameni care se ceartă dacă să o mențină sau nu în viață pe Violette, să o predea SS-ului sau să o omoare pentru a scăpa de tortura în cazul capturării de naziști. Aflând de locația ei, trupele inamice intră în spital, dar Violette reușește să scape. Ajungând în sat, Violette vede cum civili sunt puși laolaltă și trimiși într-o biserică de Brigada Dirlewanger, o unitate SS brutală, formată din condamnați. Închizându-i pe civili înăuntru, soldații dau foc bisericii. Violette nu reușește să-i elibereze pe săteni și, din cauza oboselii fizice și psihice, se prăbușește. Într-o ultimă scenă, este arătat Kamm, a cărui față a fost arsă de încercarea de asasinare a lui Violette.

## Promovare
SouthPeak Games a făcut echipă cu Peter Chung pentru a realiza niște benzi desenate în ediție limitată bazate pe joc. Chung este cunoscut pentru crearea personajului Æon Flux, precum și pentru munca sa la antologia The Animatrix.  Benzile desenate au fost distribuite exclusiv jucătorilor care au precomandat jocul de la GameStop.
Violette's Dream a fost o experiență interactivă produsă pentru a promova Velvet Assassin. Creată de Yomi Ayeni și produsă de Expanding Universe, o companie din Regatul Unit, jocul ARG a mobilizat mii de participanți într-o aventură în viața reală în timp ce căutau comori ascunse și lingouri de aur. Folosind site-uri web, forumuri, bloguri, videoclipuri, audio, apeluri și mesaje de mobil, precum și evenimente din viața reală, povestea interactivă și captivantă le-a făcut cunoștință jucătorilor cu o varietate de personaje și organizații. Un lingou de aur a fost găsit într-un vestiar din Fredericksburg, Texas, iar un altul la stația de metrou Victoria din Londra.

## Recepție
Velvet Assassin a primit recenzii mixte din partea criticilor. Site-urile web GameRankings și Metacritic i-au acordat versiunii pentru PC un rating de 60.81% și, respectiv, 61/100, iar versiunii pentru Xbox 360 un rating de 58.04% și, respectiv, 56/100.
IGN i-a acordat jocului o notă de 5/10, spunând că mecanicile de stealth au fost inconsistente, iar povestea slabă. Recenzia făcută de GameSpot a criticat AI-ul slab și gameplay-ul "leneș", dar numind jocul "o relatare puternică și sumbră a uneia dintre cele mai întunecate perioade a istoriei", acordându-i o notă de 7.5/10. GameZone a apreciat stilul și povestea jocului, dar a criticat inamicii previzibili, acordându-i jocului o notă de 7.7/10.